# 金明 (1954年)
金明（1954年—），安徽蚌埠人，中华人民共和国舞蹈家，安徽花鼓灯舞蹈家，一级编导。
金明曾任安徽省舞蹈家协会副主席，安徽省花鼓灯歌舞剧院艺术总监。曾经编导《淮河人》、《欢腾的鼓乡》、《大地土风》、《娘》、《好一个花鼓灯》、《鼓乡情韵》等舞蹈作品。独舞《淮河人》、《伞花花》均获安徽省优秀表演奖；《淮河浪花》、《双条鼓》获中华全国总工会优秀节目奖。《淮河情韵》、《大地土风》获1992年中国第二届企业舞蹈比赛奖及创作金奖。2018年5月8日，入选第五批国家级非物质文化遗产代表性项目名录传承人名单。